# ويليام إرنست شيلدز
ويليام إرنست شيلدز هو طيار بطل كندي، ولد في 15 أكتوبر 1892 في تورونتو في كندا، وتوفي في 1 أغسطس 1921 في هاي ريفر ‏ في كندا.